# فیزیولوژی گیاهی ۲، تمایز در گیاهان
کتاب فیزیولوژی گیاهی، یکی از آثار حسن ابراهیم‌زاده است که در موضوع تحلیل تمایز گیاهان اشکال مختلف آن نوشته شده است. در این کتاب، بررسی مکانیسم ملکولی تمایز نشان می‌دهد که پروتئین‌ها و آنزیم‌ها در وقوع تمایز، نقش اساسی دارند. این کتاب توانست در اولین دوره کتاب سال جمهوری اسلامی ایران، در بخش علوم و فنون، شاخه زیست شناسی، برنده جایزه کتاب سال بشود.